# Bisento
Una bisen-to és un tipus d'arma d'asta japonesa derivada dels sabres enastats "dao" procedents de la Xina, i consisteix en una fulla de ferro tipus dao ampla i corba col·locada en una asta com si fóra la continuació de l'empunyadura. És la precursora de la Naginata japonesa i més pesada que aquesta.

## Orígens i Història
Es diu que la Bisen-to va ser introduïda aproximadament sobre el segle v, dates per les quals Japó era importador d'armes, armadures i tècniques de forja des de la potent i superdesenvolupada Xina.
El seu disseny és idèntic al dels Kwan-Dao de la Xina, amb la qual cosa era una arma d'infanteria desenvolupada específicament per a enfrontar-se a la cavalleria, encara que pel seu disseny era igualment funcional contra infanteria. Fou usada pels samurai i ninges per a aquest fi, però, d'aquests últims, es troben referències al "ús" atípic que els ninja feien d'aquesta pesada arma d'asta.

## Dades addicionals
Bisento (més correctament denominat binsen-tō): és una arma provinent del Japón, variant de la naginata, molt usada amb gran èxit pels ninges. Es tracta, doncs, d'una naginata curta, d'un metre o metre i mig, més agusada i de doble fil, lleugerament corbada per a facilitar l'extracció de la mateixa dels cossos. La bisen-tô va ser usada també com arma d'autodefensa de moltes dones, ja que era més lleugera que la naginata i permetia, per tant, aprendre els moviments de defensa i atac (dividits en estocades, circulars i bloquejos) amb major facilitat i menys esforç. Igualment, els ninges la van usar de forma estesa degut al fet que, gràcies a la seua menor grandària, era apropiada per a la lluita en interiors i també facilitava el seu transport.

## Famosos usuaris
- Guan Yu
- Zhang Liao
- Edward "Whitebeard" Newgate (de ficció)